# Kazimierz Gilarski
Kazimierz Gilarski (7. maj 1955 – 10. april 2010) var en polsk officer, der var chef for Warszawas garnison.
Han omkom under et flystyrt den 10. april 2010, sammen med bl.a. Polens præsident Lech Kaczyński.